# ClamAV
ClamAV es un software antivirus open source (de licencia GPL) para las plataformas Windows, GNU/Linux, BSD, Solaris, Mac OS X y otros sistemas operativos semejantes a Unix.

## Historia
El proyecto ClamAv Antivirus fue fundado en el año 2001 por Tomasz Kojm. Actualmente tiene una implantación superior a los 500 000 servidores en todo el mundo. ClamAV nació como un proyecto opensource que pretende identificar y bloquear virus en el sistema. El primer objetivo de ClamAv fue combatir el correo electrónico malware. Como consecuencia de ello, ClamAv se está usando en un número elevado de email servers. 
Gracias a la colaboración de varias compañías, universidades y otras organizaciones ha sido posible para el proyecto ClamAV poseer una red extensa de distribución mirror rápida y fiable en todo el mundo.

## Historial de lanzamientos
| Versión |  | Fecha de lanzamiento     |  | Anuncio Oficial |  |
| ------- |  | ------------------------ |  | --- |  |
| 0.102.2 |  | 4 de febrero de 2020     |  | Anuncio ClamAV 0.102.2                                                                                                |  |
| 0.101   |  | 3 de diciembre de 2018   |  | Anuncio ClamAV 0.101                                                                                                  |  |
| 0.100   |  | 9 de abril de 2018       |  | Anuncio ClamAV 0.100                                                                                                  |  |
| 0.99    |  | 1 de diciembre de 2015   |  | Anuncio ClamAV 0.99                                                                                                   |  |
| 0.98    |  | 19 de septiembre de 2013 |  | Anuncio ClamAV 0.98                                                                                                   |  |
| 0.97    |  | 7 de febrero de 2011     |  | Anuncio ClamAV 0.97                                                                                                   |  |
| 0.96    |  | 31 de marzo de 2010      |  | Anuncio ClamAV 0.96                                                                                                   |  |
| 0.95    |  | 23 de marzo de 2009      |  | Anuncio ClamAV 0.95                                                                                                   |  |
| 0.94    |  | 2 de septiembre de 2008  |  | Anuncio ClamAV 0.94                                                                                                   |  |
| 0.93    |  | 14 de abril de 2008      |  | Anuncio ClamAV 0.93                                                                                                   |  |
| 0.92    |  | 17 de diciembre de 2007  |  | Anuncio ClamAV 0.92                                                                                                   |  |
| 0.91    |  | 11 de julio de 2007      |  | Anuncio ClamAV 0.91                                                                                                   |  |
| 0.90    |  | 14 de febrero de 2007    |  | Anuncio ClamAV 0.90                                                                                                   |  |
| 0.80    |  | 17 de octubre de 2004    |  | Anuncio ClamAV 0.80 (enlace roto disponible en Internet Archive; véase el historial, la primera versión y la última). |  |
| 0.70    |  | 17 de abril de 2004      |  | Anuncio ClamAV 0.70 (enlace roto disponible en Internet Archive; véase el historial, la primera versión y la última). |  |
| 0.60    |  | 23 de junio de 2003      |  | |  |
| 0.51    |  | 12 de octubre de 2002    |  | |  |
| 0.20    |  | 15 de julio de 2002      |  | |  |
| 0.11    |  | 9 de mayo de 2002        |  | |  |
| 0.01    |  | 10 de abril de 2002      |  | |  |

## Desarrollo y estructura
El objetivo primario de ClamAV es la consecución de un conjunto de herramientas que identifiquen y bloqueen el malware provieniente del correo electrónico. Uno de los puntos fundamentales en este tipo de software es la rápida localización e inclusión en la herramienta de los nuevos virus encontrados y escaneados. Esto se consigue gracias a la colaboración de los miles de usuarios que usan ClamAv y a sitios como Virustotal.com que proporcionan los virus escaneados. 
Otra pieza clave de ClamAV es el soporte de desarrolladores que posee en todo el mundo; esta red de desarrolladores global posibilita una rápida reacción ante cualquier evidencia de un nuevo virus. 
El proyecto ClamAV se desarrolla gracias a una red de contribuidores (proporcionan patches, información de bugs, soporte técnico y documentación). Por otro lado, existe una serie de personas e instituciones que colaboran con donaciones a la realización del proyecto. Existe un comité de dirección que supervisa y coordina el proyecto siguiendo los patrones de La Catedral y el Bazar.

## Industria relacionada
Los principales desarrolladores del proyecto ClamAV se han incorporado a la empresa Sourcefire (que también cuenta con los derechos de Snort).

## Estado Actual
Proporciona una serie de herramientas antivirus diseñadas específicamente para el escaneo de correo electrónico. La arquitectura de ClamAV es escalable y flexible gracias a un proceso multihilo. Posee un potente monitor integrado con la línea de comandos y herramientas para actualizar las bases de datos automáticamente.
Clamdtop, herramienta para monitorear uno o varios Clamd, corriendo en GNU/Linux:

## Características
- Licenciado bajo GNU General Public License 2.
- POSIX compatible y portable.
- Escaneo rápido.
- Detecta alrededor de 850 000 virus, gusanos y troyanos, incluyendo virus programados como macros de Microsoft Office.
- Escaneo de archivos y ficheros comprimidos:
  - ZIP
  - RAR
  - ARJ
  - TAR
  - Gzip
  - Bzip2
  - MS OLE2
  - MS Cabinet File
  - MS CHM
  - MS SZDD
  - BinHex
  - SIS
  - AutoIt

- Soporta plataformas de 32/64 bit.
- Soporta la mayoría de formatos de correo electrónico.
- Soporta formatos especiales como:
  - HTML
  - RTF
  - PDF
  - CryptFF
  - SCREnc
  - uuencode
  - TNEF

## Distribución
- GNU/Linux
- FreeBSD
- OpenBSD
- Mac OS X
- Solaris
- OS/2
- OpenVMS
- Microsoft Windows

## Interfaces
- Linux
  - Kapitano con GTK 4
  - wbmclamav modulo Webmin para servidores Linux.[1]
  - KlamAV para KDE (Descontinuado 2009[2])
  - ClamTK con gtk2-perl y Tk (Obsoleto)[3][4][5]
- macOS
  - ClamXav[6] software propietario de Canimaan Software Ltd.[7]
  - Tiger Cache Cleaner software shareware con antivirus, limpieza de cache y otras funciones.
- Microsoft Windows
  - ClamWin
  - Immunet Antivirus Freemium de Cisco Systems
  - CS Antivirus[8]
  - Graugon AntiVirus[8]
  - Clam Sentinel
- OS/2
  - ClamAV-GUI[9][10]